# 徳島市上八万小学校
徳島市上八万小学校（とくしまし かみはちまんしょうがっこう）は、徳島県徳島市上八万町樋口にある公立小学校。

## 沿革
- 1873年 - 惜陰小学校を創立。
- 1893年 - 村立上八万尋常高等学校と改称。
- 1941年 - 徳島県名東郡上八万村上八万国民学校と改称。
- 1947年 - 徳島県名東郡上八万村上八万小学校と改称。
- 1955年 - 徳島市上八万小学校と改称。

## 校歌
- 作詞: 井上栄
- 作曲: 竹下すみ子

## 関連学校
- 徳島市上八万幼稚園
- 徳島市上八万中学校

## 通学区域が隣接している学校
- 徳島市一宮小学校
- 徳島市加茂名南小学校
- 徳島市八万南小学校
- 徳島市方上小学校
- 徳島市渋野小学校
- 徳島市宮井小学校
- 佐那河内村立佐那河内小学校